# Bob Gantt
Robert Melvin "Bob" Gantt jr. (Durham, Carolina del Norte; 22 de junio de 1922-Waynesville, Carolina del Norte; 25 de octubre de 1994) fue un jugador de baloncesto estadounidense que disputó una temporada en la BAA. Con 1,93 metros de estatura, jugaba en la posición de ala-pívot.

## Trayectoria deportiva

### Universidad
Jugó con los Blue Devils de la Universidad de Duke, donde además fue un destacado jugador de fútbol americano, deporte en el que fue elegido All-American en 1942. En baloncesto, fue incluido en el mejor quinteto de la Southern Conference en 1943.

### Profesional
Su trayectoria profesional se reduce a una temporada en los Washington Capitols de la BAA, en la que promedió 3,1 puntos por partido.

#### Estadísticas en la BAA

##### Temporada regular
| Temporada | Edad | Equipo              | Liga | P  | TC  | TCA | %TC  | TL  | TLA | %TL  | ASIS | FP  | PTS |
| 1946-47   | 24   | Washington Capitols | BAA  | 23 | 1.3 | 3.9 | .326 | 0.6 | 1.2 | .464 | 0.2  | 2.0 | 3.1 |
| Total     |      |                     | BAA  | 23 | 1.3 | 3.9 | .326 | 0.6 | 1.2 | .464 | 0.2  | 2.0 | 3.1 |

##### Playoffs
| Temporada | Edad | Equipo              | Liga | P | TC  | TCA | %TC  | TL  | TLA | %TL  | ASIS | FP  | PTS |
| 1946-47   | 24   | Washington Capitols | BAA  | 2 | 0.5 | 1.5 | .333 | 0.0 | 0.5 | .000 | 0.0  | 0.0 | 1.0 |
| Total     |      |                     | BAA  | 2 | 0.5 | 1.5 | .333 | 0.0 | 0.5 | .000 | 0.0  | 0.0 | 1.0 |